# Конгари
Конгари (на английски: Congaree) е малко северноамериканско индианско племе, което по времето на основаването на колонията Южна Каролина живее по река Конгари. Предполага се, че езикът им е диалект на езика катоба, но по принцип се класифицира от лингвистите като език изолат, тъй като има данни, че езикът им е неразбираем за другите сиукско говорещи племена в региона.

## История
Конгарите живеят в централната част на Южна Каролина, между племената сантии и уотери. До 1693 г. са обект на робски набези от страна на чероките, а през 1698 г. са почти унищожени от епидемия от едра шарка. Джон Лоусън е първият бял, който посещава оцелелите в селото им на североизточния бряг на Конгари през 1701 г., близо до устието на река Уотъри. Лоусън описва селото като състоящо се от около десетина домове. През 1715 г. само 22-ма мъже и 70 жени и деца конгари живеят в едно селце на южния бряг на реката. След войната ямаси през 1717 г., тези които оцелели се присъединяват към племето катоба.